# Hans Karl Wilhelm von Jagemann
Hans Karl Wilhelm von Jagemann (* 1. November 1814 in Bad Muskau (Kreis Rothenburg); † 6. April 1874 in Ludwigsburg) war ein königlich preußischer Generalmajor und zuletzt Kommandeur der 13. Artilleriebrigade.

## Herkunft
Seine Eltern waren Ehrenfried Wilhelm von Jagemann (* 5. September 1754; † 9. März 1823) und dessen Ehefrau Euphrosia Heniette Wilhelmine Fischmann geschiedene Carius. Sein Vater war sächsischer Hauptmann und Herr auf Zschorno (Kreis Sorau).

## Leben
Er ging am 1. November 1831 als Kanonier in die Garde-Artilleriebrigade. Von dort kam er vom 1. Oktober 1832 bis zum 31. Juli 1835 in die Vereinigte Artillerie- und Ingenieurschule. In dieser Zeit wurde er am 28. Mai 1833 zum Portepeefähnrich ernannt. Nach seiner Rückkehr ins Regiment wurde er am 5. September 1835 als Seconde-Lieutenant aggregiert. Er wurde am 12. Mai 1836 in das 6. Artillerieregiment aggregiert und dort am 26. Januar 1837 als Artillerieoffizier mit Patent zum 6. Oktober 1835 einrangiert. Am 16. März 1848 zum Premier-Lieutenant befördert, kämpfte er 1849 bei der Niederschlagung der Badischen Revolution. Er kämpfte im Gefecht bei Ladenburg, am Federbach und bei Kuppenheim.
Am 22. Juni 1852 wurde er zum Hauptmann befördert und am 20. Oktober 1853 dann zum Chef des 1. reitenden Batterie ernannt. Anschließend kam er am 25. September 1855 als Artillerie-Offizier vom Platz in die Festung Glatz. Aber am 2. Februar 1858 wurde er in das 6. Artillerieregiment versetzt, wo er Chef des 2. reitenden Batterie wurde. Dort wurde er am 18. Oktober 1861 zum Major befördert und am 8. März 1862 als Kommandeur in die III. Abteilung zu Fuß versetzt. Am 6. Juni 1863 kam er als Kommandeur in die reitende Abteilung der 4. Artilleriebrigade und wurde am 8. Juni 1866 zum Oberstleutnant befördert.
Während des Deutschen Krieges von 1866 kämpfte er bei Münchengrätz und Königgrätz. Nach dem Krieg kam er am 14. Oktober 1867 als Kommandeur in das Festungs-Artillerieregiment Nr. 7, dort wurde er am 22. März 1868 zum Oberst befördert. Am 4. September 1869 wurde er Kommandeur des Feld-Artillerieregiments Nr. 9.
Während des Deutsch-Französischen Krieges führte er die Artillerie des IX. Armeekorps. Er kämpfte bei Vionville, Gravelotte und der Belagerung von Metz. Er bekam dafür das Eiserne Kreuz 2. Klasse.
Nach dem Krieg wurde er am 21. September zum Traininspekteur ernannt und dazu à la suite des Garde-Train-Bataillon gestellt, außerdem bekam er am 21. Oktober 1871 den Rang und die Gebührnisse eines Brigadekommandeurs. Am 2. November 1871 wurde er dann auch stimmführendes Mitglied des General-Artillerie-Komitees. Am 13. Juli 1872 wurde er zu den Offizieren der Armee versetzt und als Kommandeur der 13. Artilleriebrigade in Württemberg ernannt. Er bekam am 18. Januar 1873 den Roten Adlerorden 3. Klasse mit Schleife und am 22. März 1873 die Beförderung zum Generalmajor. Er starb am 6. April 1874 im Dienst in Ludwigsburg.

## Familie
Jagemann heiratete am 9. November 1842 in Glatz Auguste Schenk (* 12. März 1814; † 20. April 1856). Das Paar hatte mehrere Kinder:
- Konrad Christian Ernst (* 24. September 1847; † 1. Oktober 1893) ⚭ 1875 Helene Antonie Baumüller, geschiedene Schröder (* 23. November 1838; † 27. Oktober 1902)
- Auguste Olga Elisabeth (* 8. Oktober 1848) ⚭ 1889 Freiherr Hans Riedesel von Eisenbach-Lauterbach (* 1. Dezember 1850)[1]
- Margarete Natalie Eugenie Olga (* 10. Januar 1854; † 21. April 1901)
- Kurt Woldemar Alexander (* 27. November 1853; † 26. August 1912), Major a. D.

Nach dem Tod seiner ersten Frau heiratete am 22. September 1858 in Glatz Julie Ingermann verwitwete Hoffmann (* 17. September 1821; † 20. Oktober 1860). Das Paar hatte mehrere Kinder:
- Anna Dorothea Gertrud (* 6. Februar 1857; † 17. Oktober 1894) ⚭ 1886 Dietrich von Harlem (1859–1928), deutscher Verwaltungsjurist, Parlamentarier, Landrat
- Hans Carl Günther (* 2. August 1859; † 21. Januar 1926), Professor der Harvard University[2] ⚭ 1884 Frances Abbie Whitmann
- Walter (* 14. Oktober 1860), Pfarrer in Burghaun

Nachdem auch seine zweite Frau gestorben war, heiratete er am 3. März 1863 in Groß Grabe bei Mühlhausen (Thüringen) Rosalie Amalie Wilhelmine Kreszentia Minna Anna Sieber (* 27. Mai 1832; † 7. November 1903) adoptierte von Angelrodt. Das Paar hatte einen Sohn:
- Ernst (* 27. Dezember 1863; † 4. Februar 1911), Dr. med., Facharzt für Nervenkrankheiten ⚭ 1906 Linda Marie Meisel (* 13. Oktober 1884)